# Panzerzug 2
Der Panzerzug 2 (kurz: Eisb. Pz. Zug Nr. 2 oder PZ 2) war ein deutscher Panzerzug aus der Zeit des Zweiten Weltkrieges und wurde ab September 1939 von der Wehrmacht eingesetzt.

## Geschichte
Im Jahr 1937 hatte das Oberkommando des Heeres entschieden, keine neuen Panzerzüge mehr zu bauen. Man bewertete diese Art der Waffe als veraltet und zu teuer. Aus diesem Grund griff man, mit einer Verfügung vom 23. Juli 1938, auf ältere Bahnschutzzüge der Reichsbahn zurück. Somit wurde der Bahnschutzzug Stettin der Reichsbahndirektion Stettin zum neuen Panzerzug 2. Dieser war zur damaligen Zeit dem Wehrkreis IV, Dresden zugeteilt. Zu dieser Zeit waren die Panzerzüge nur infanteristisch ausgerüstet und verfügten neben zwei Abstoßwagen auch über sechs gepanzerte, ehemalige gedeckte Güterwagen.

## Technische Daten

### Lokomotive

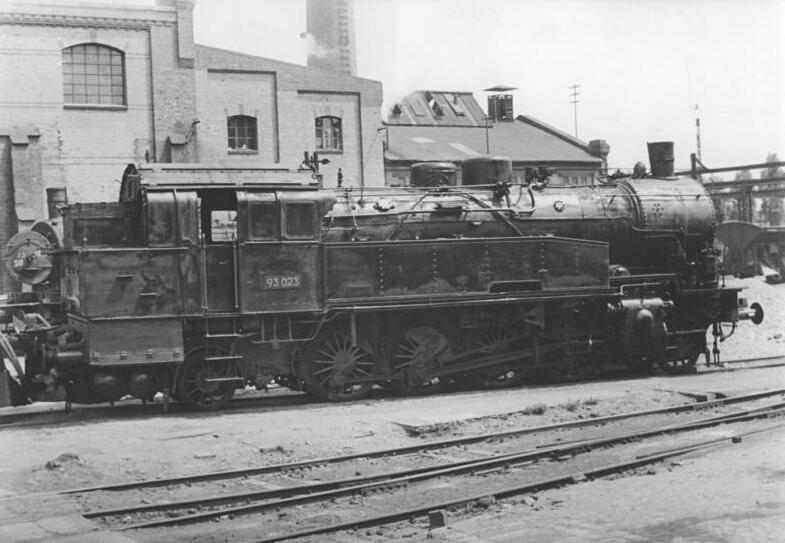
Ungepanzerte Preußische T 14

Die erste Dampflokomotive des Panzerzuges, damals noch Bahnschutzzug, war eine Preußische T 14. Diese wurde 1915 bei Henschel & Sohn mit der Werksnummer 13401 hergestellt. Von 1915 bis 1925 lief sie bei den Preußischen Staatseisenbahnen mit der Bezeichnung Magdeburg 8501. Mit der Einführung eines neuen Baureihenschemas erhielt die Lokomotive bei der Deutschen Reichsbahn die Nummer 93 058. Sie wurde komplett mit Panzerplatten gepanzert und wurde so bereits verwendet, als der Panzerzug noch ein Bahnschutzzug war. Am 26. Januar 1943 musste sie infolge eines Kesselschadens kaltgestellt werden. Die Reparaturen dauerten bis Anfang Mai. Ansonsten wurde sie bis zum Juli 1944 fast durchgehend eingesetzt. Anfang 1945 wurde sie an den Panzerzug 78 übergeben. Die Lokomotive war nach dem Krieg in Knittelfeld abgestellt, erhielt bei den Österreichischen Staatsbahnen noch die Nummer 693.058 und wurde am 15. Dezember 1953 ausgemustert.

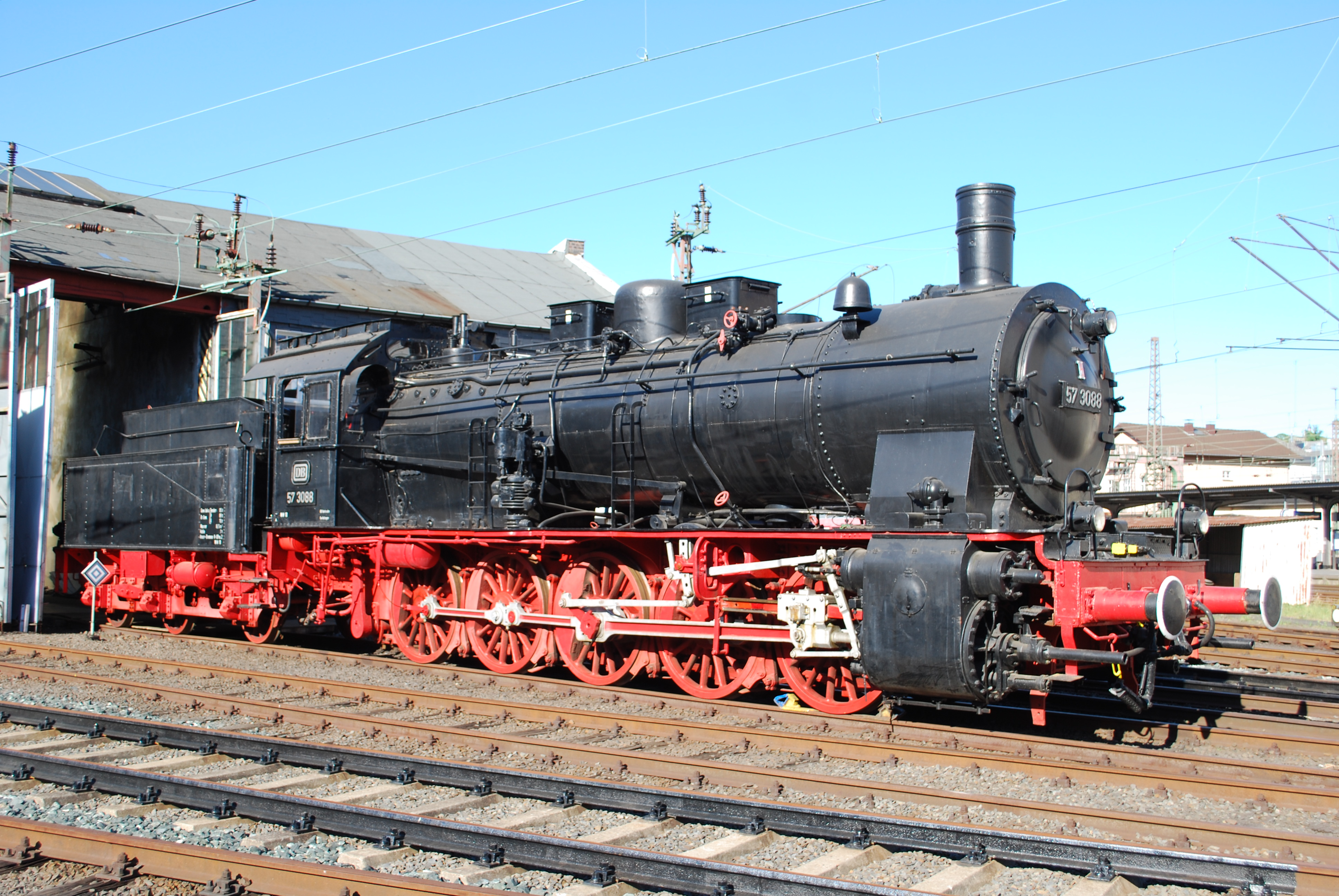
Ungepanzerte Preußische G 10

Während Wartungs- und Reparaturarbeiten wurde beim Panzerzug 2 eine Ersatzpanzerlokomotive eingesetzt. Dies war eine Preußische G 10, diese wurde später komplett gepanzert. Sie wurde 1924 bei Hanomag mit der Werknummer 10246 hergestellt und kam bei der Deutschen Reichsbahn unter der Nummer 57 3344 zum Einsatz. Beim Panzerzug war sie  bis zum 11. Mai 1943 im Einsatz und wurde dann durch ein Begleitkommando nach Rembertów in Warschau gebracht.

### Artilleriewagen
Im Winter 1940/1941 wurden zwei Artilleriewagen des aufgelösten Panzerzug 25 umgebaut und dem Panzerzug 2 zur Verfügung gestellt. Diese waren tschechischer Bauart und verfügten über eine 7,5-cm-Kanone im vorderen Teil des Wagens und über eine 2-cm-Flak 38 im hinteren, erhöhten Teil des Wagens. Die Flak wurden während der Umbauten montiert, wodurch je eine 7,5-cm-Kanone entfernt wurde. Die Kanone war eine 6,6-cm-Torpedoboot-Kanone L/30 mit aufgebohrtem Rohr, was sie zu einer 7,5-cm-Kanone Skoda D28 machte. Die Kanonen befanden sich in einem drehbaren Geschützturm, welcher um mindestens 180° gedreht werden konnte. Ein Feuerleitsystem wurde nicht verbaut. Im Mai 1944 verlor der Panzerzug beide Artilleriewagen und hatte dadurch das Aussehen des alten Bahnschutzzuges.

### Maschinengewehrwagen

Güterwagen gemäß
Musterblatt II^{d} 8

Der Panzerzug 2 verfügte als Bahnschutzzug über sechs ehemalige gedeckte Güterwagen der Bauart G 02, welche gemäß dem Musterblatt IId 8 definiert waren. Diese wurden zwar mit Stahl gepanzert, dennoch konnten S.m.K.-Geschosse sie durchdringen. Der genutzte Stahl war zwar relativ dick, doch von minderer Qualität. Die Wagen verfügten über Gewehr-, Maschinengewehr- und Beobachtungsluken in unterschiedlicher Ausprägung und Anzahl in den Wänden. Für den Aus- und Einstieg verfügten sie über Türen an den Seiten der Wagen und über Bodenluken. Diese Bodenluken verfügten über, zwischen den Achsen befindliche, Ausfallkästen. Dadurch konnte Personal, welches über diese Luken den Wagen verließ, in Deckung gehen. Das Leergewicht der Wagen, ohne Panzerung, war mit 10,07 t bis 10,47 t angegeben. Die Wagen wurden je drei Stück vor und hinter der Panzerzuglokomotive angekoppelt. Je einer dieser drei Wagen einer Zughälfte verfügte über einen Beobachtungsstand. Dies waren Aufbauten, welche auf den Dächern der Güterwagen aufgesetzt wurden.
Die Maschinengewehrwagen waren 1938 noch mit 10 wassergekühlten schweren Maschinengewehren 08 ausgerüstet. Diese waren in den Wagen fest verbaut und wurden bis zur Umrüstung im Winter 1940/1941 verwendet. Für die Luftabwehr wurden in einigen Wagen Zwillingssockel 36 mit je zwei Maschinengewehren 34 eingebaut. Die Sturminfanterie, welche in diesen Wagen mitgeführt wurde, verfügte ihrerseits über Pistolen, Gewehre, leichte und schwere Maschinengewehre und einige wenige Maschinenpistolen. Für jedes Gewehr im Panzerzug wurden 180, für jede Pistole 24 und für jede Maschinenpistole 1536 Schuss ausgeteilt. Die Maschinengewehre der Sturminfanterie verfügten über 13500 Schuss, darunter waren 11350 s.S., 1500 S.m.K. und 650 S.m.K.-Leuchtspur-Geschosse. Zusätzlich standen der Infanterie zwei 8-cm-Granatwerfer 34 mit 246 normalen und 18 Nebelgranaten zur Verfügung. Die Pioniere des Panzerzuges verfügten über einen Flammenwerfer 35 oder auch einen Flammenwerfer 41.

### Abstoßwagen
An beiden Enden des Zuges befand sich jeweils ein zweiachsiger Flachwagen unterschiedlicher Bauart, welcher als Abstoßwagen diente. Sie dienten dazu, den Panzerzug vor Minen oder Entgleisung zu schützen und Gefahren vor den wichtigen Wagen zu beseitigen. Zusätzlich dienten sie zum Transport von Material wie Schienen, Bahnschwellen, Fahrrädern oder sonstigem Material. Die Wehrmacht nannte die Abstoßwagen auch Schutzwagen. Zur Zeit als Bahnschutzzug konnten diese Wagen noch nicht automatisch entkuppelt, sondern mussten bei Bedarf per Hand geöffnet werden. Später wurde eine durch den Panzerzug verlaufende Scharfenbergkupplung eingebaut und eine pneumatische Abstoßvorrichtung eingebaut. Dadurch konnte der Wagen abgestoßen werden und durch eine selbstwirkende Bremse auf einer bestimmten Entfernung zum Stehen gebracht werden.

## Einsatz

### 1938
Vom 3. bis 5. Oktober 1938 wurde der Panzerzug 2 bei der Besetzung der Randgebiete der Tschechoslowakei eingesetzt. Hierbei fuhr er, zusammen mit der Heeresgruppe 4, in das Gebiet von Eger und Karlsbad. Die Besetzung verlief ohne Zwischenfälle, weshalb der Panzerzug am 14. Oktober 1938 wieder zurück nach Dresden fuhr, seinem damaligen Heimatstandort.

### 1939
Da der Panzerzug 2 im Jahr 1939 über keinerlei schwere Waffen verfügte, wurde er während des Überfall auf Polen durch die Wehrmacht erst neu aufgestellt, ab dem 7. September besetzt und später als Sicherungszug eingesetzt. Am 14. September 1939 traf der Panzerzug in Gliwice ein und fuhr umgehend nach Katowice weiter. Hier begann er mit der Erkundung der Eisenbahnstrecke in Richtung Częstochowa. Ab dem 17. September wurde der Panzerzug in Trzebinia stationiert. Zwischen dem 25. und 30. September übernahm er Aufräumarbeiten in der Ortschaft Chrzanów. Am 10. Oktober erfolgte dann die Verlegung nach Karviná an der Weichsel, wo er umgehend mit der Sicherung der Eisenbahnstrecke nach Czechowice-Dziedzice begann.
Ab dem 25. Oktober 1939 stand der Panzerzug bereits in Mińsk Mazowiecki, östlich von Warschau. Hier sicherte und überwachte er die Eisenbahnstrecke zwischen Warschau und dem Fluss Bug.

### 1940
Nach dem erfolgreichen Feldzug in Polen, verblieb der Panzerzug in Ostpreußen und nahm nicht am Westfeldzug teil. Stationiert blieb der Panzerzug weiterhin in Mińsk Mazowiecki und unternahm Sicherungs- und Ausbildungsfahrten.

### 1941
Kurz vor dem Beginn des Unternehmen Barbarossa, befand sich der Panzerzug bei Małkinia Górna. Die Pioniere hatten bereits überall an den Grenzen und darüber hinaus die Gleise erweitert, indem neben den Breitspurgleisen auch Normalspurgleise gebaut, oder diese komplett ersetzt wurden. Dies war durch den deutsch-sowjetischen Nichtangriffspakt möglich und die Aussage, dass man so schneller deutsche Transportzüge für den Warenaustausch in die Sowjetunion bringen konnte. Als am 22. Juni der Angriffskrieg begann, rückte der Panzerzug von Malkinia aus über den Bug und nahm an den Kämpfen um Bialystok teil.
Nach den Kämpfen wurde der Panzerzug nach Brest-Litowsk verlegt und wartete dort auf die Umspurung der Gleise. Nach und nach rückte er, zusammen mit den Pionieren, über die Ortschaften Baranawitschy, Minsk, Baryssau und Orscha nach Wizebsk vor. Im September erreichte der Panzerzug, zusammen mit dem Panzerzug 1 den Raum Wizebsk und beide lösten den Panzerzug 28 und den Panzerzug 29 ab, welche beide Breitspur-Panzerzüge waren und weiter nach Osten vorrückten. Ab Oktober wurde er in Sirotino stationiert und überwachte die Eisenbahnstrecke zwischen Polazk und Wizebsk.

### 1942

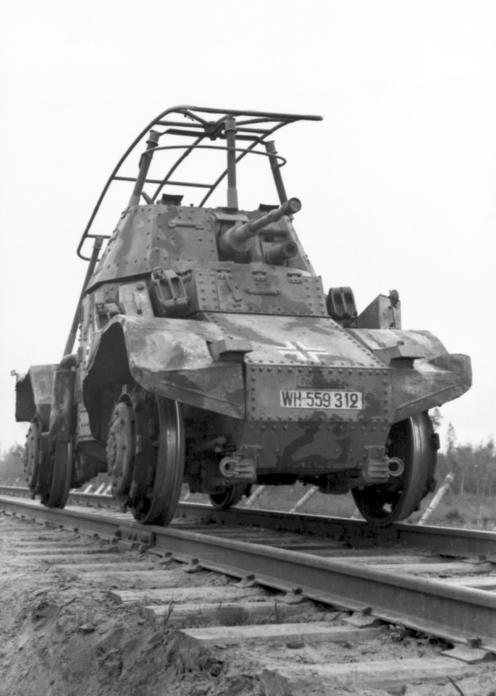
Der Panzerzug 2 verfügte nach 1940 über einen Panzerspähwagen vom Typ Panhard 178

Ab dem 26. Januar wurde der Panzerzug 2 zur Streckensicherung im Raum Rudnja, zwischen Wizebsk und Smolensk eingesetzt. Ab dem 25. Februar wurde der Panzerzug verlegt und begann mit der Streckensicherung zwischen Smolensk und Wjasma. Hier war er besonders im Raum Dorogobusch aktiv im Einsatz. Am 21. März kam es bei Kulewo zu einem schweren Gefecht mit Partisanen. Am 5. April wurde der Panzerzug dann von Jarzewo nach Brjansk verlegt.

### 1943

#### Königl. Ung. 102. le. Div.
Ab dem 1. Januar 1943 wurde der Panzerzug 2 zum Bahnhof von Nawlja verlegt. Dort wurde der Panzerzug mit der Sicherung der wichtigen Nachschubstrecke zwischen Brjansk und Dimitrijew (Lage) beauftragt. Bis zum 17. Januar wurde vom Panzerzug nur eine Sprengstelle erkannt und beseitigt. Zusätzlich schützten der Panzerzug und das Jagdkommando des Panzerzuges einen Pionierbauzug, welcher ebenfalls Sprengstellen beseitigte oder die Gleise ausbesserte. Weiterhin wurde in der Gegend von Dimitrijew eine Operation gegen eine größere Gruppe von Partisanen durchgeführt. Hierbei sollte ein Ausweichen der gegnerischen Kräfte über die Eisenbahnstrecke verhindert werden. Diese Patrouillen wurden vom Panzerzug in der Nacht durchgeführt. Dadurch konnte ein Überschreiten gegnerischer Kräfte verhindert werden. Zusätzlich zu den Sicherungsaufgaben beförderte der Panzerzug ein Jagdkommando und mehrere Offiziere nach Kletnja. Aufgrund eines Kesselschadens war der Panzerzug einige Tage nicht im Einsatz. Der Panzerspähwagen P 204 (f), welcher einen Motorschaden erlitten hatte, wurde nach einer längeren Reparatur wieder eingesetzt. Am 18. Januar wurde der Panzerzug von Nawlja nach Komaritschi verlegt und begann mit der Streckensicherung. Bereits am 17. Februar wurde der Panzerzug wieder zurück nach Brjansk verlegt und wurde im Schwerpunkt auf der Eisenbahnstrecke nach Unetscha eingesetzt.
Vom 1. bis zum 12. Februar war der Panzerzug 2 in Nawlja stationiert und wurde der Königlich Ungarischen 102. leichten Division zugeteilt. Aufgrund eines Einbruchs sowjetischer Truppen in der Gegend bei Dimitrijew, nahm die Wichtigkeit der Eisenbahnstrecke zwischen Brjansk und Dimitrijew deutlich zu. In Verbindung mit der Königlich Ungarischen 102. leichten Division, wurde der Panzerzug mit der Sicherung dieser Strecke betraut. Hier sollte ein Überwechseln stärkerer Truppen über die Bahn verhindert werden, um Beschädigungen von Gleisen oder Brückensprengungen zu verhindern. In Verbindung mit einem Pionierbauzug konnten Sprengladungen entfernt oder gesprengte Gleise schnell wiederhergestellt werden. Neben dem Panzerzug sicherte auch das Jagdkommando des Panzerzuges die Arbeiten und Truppen ab.
Das Jagdkommando wurde ebenfalls an einer günstig liegenden Annäherungsmöglichkeit für gegnerische Truppen eingesetzt. Der Panzerzug absolvierte jede Nacht Überwachungsfahrten und das Jagdkommando wurde fast täglich angegriffen. Die Angriffe konnten zurückgeschlagen und Sprengladungen entfernt werden. Nachdem mehrere Angriffe von gegnerischen Truppen fehlgeschlagen waren, ließen sie von dieser Stelle ab und zogen sich zurück. Nach Aussagen von Kriegsgefangenen wurde nun als neues Ziel die Eisenbahnbrücke bei Wygonitschi ins Auge gefasst. Der Panzerzug wurde umgehend zur Sicherung dieser Eisenbahnbrücke (Lage) abgestellt, am 17. März nach Poluschje (Lage) verlegt und dem Korück 532 (Kommando Rückwärtige Kräfte) unterstellt.

#### Korück 532
Vom 22. Februar bis zum 12. März war der Heimatbahnhof des Panzerzuges Belyje Berega und hier sicherte er die Eisenbahnstrecke zwischen Brjansk und Karatschew. In dieser Zeit fuhr der Panzerzug sehr häufig die Strecke zwischen Belyje Berega (Lage), Mylinka (Lage) und Karatschew ab, um das Anbringen von Sprengladungen entlang der Strecke zu verhindern. Diese Eisenbahnstrecke hatte für die im Kampfraum Orjol eingesetzten Truppe eine sehr hohe Bedeutung erhalten. Das Jagdkommando des Panzerzuges wurde hierbei täglich für die Entfernung von Minen eingesetzt. In diesem Abschnitt allein entfernte das Jagdkommando 150 sowjetische Minen. Am 8. März gelang es Partisanen, die wichtige Eisenbahnbrücke bei Wygonitschi zu sprengen. Aus diesem Grund wurde der Panzerzug am 12. März nach Poluschje verlegt und sicherte die Eisenbahnstrecke zwischen Brjansk und Homel. Hauptaufgabe war hierbei die Sicherung der Brückenbauarbeiten und, nach der Fertigstellung, die Sicherung der neuen Brücke. Aufgrund der stark frequentierten Strecke, waren Sicherungsfahrten nur in geringer Anzahl möglich.
Am 14. März wurde der Panzerzug nach Sinesjorski (Lage) alarmiert. Dort versuchten sowjetische Kräfte die vor Ort befindliche Eisenbahnbrücke anzugreifen und zu sprengen. Die Besatzung eines ungarischen Stützpunktes vor Ort konnte den Angriff abwehren. Laut Aussagen und Beobachtungen der ungarischen Soldaten, befand sich das Feindkommando noch in den Waldstücken beiderseits der Brücke. Durch den Einsatz der Waffen des Panzerzuges, des Jagdkommandos und der ungarischen Truppen, konnten diese Einheiten vertrieben werden. Nach dieser Operation wurde das Jagdkommando alle zwei Tage damit beauftragt, die Waldstücke zu durchkämmen und auftretenden Feind zu bekämpfen. Bei diesen Einsätzen kam es nur einmal zur Feindberührung. Neben dem Panzerzug wurde auch der Panzerspähwagen mehrere Male eingesetzt. Am 15. März kam es jedoch zu einem Radschaden und der Panzerspähwagen fiel aus, da die Ersatzteile erst aus Minsk herangebracht werden mussten. Anfang April waren diese Reparaturarbeiten beendet. Am 28. März wurde die Ersatzpanzerlokomotive für einen wichtigen Transport von Krasny Rog (Lage) nach Schukowka abgestellt.
Im April hatte die Eisenbahnstrecke zwischen Brjansk und Homel, infolge sehr vieler Transporte, eine sehr hohe Bedeutung für die 2. Panzerarmee. Wichtigstes Ziel hierbei war weiterhin die Eisenbahnbrücke bei Wygonitschi. Die Eisenbahnstrecke und die -brücke wurden durch den Panzerzug 2 und seinen Panzerspähwagen gesichert und überwacht. Einmal gelang es sowjetischen Kräften, eine Sprengladung an der Brücke zu platzieren, welche aber nicht detonierte und durch die Besatzung des Panzerzuges entfernt werden konnte. Zur Sicherung in der Nacht wurde täglich das Jagdkommando des Panzerzuges eingesetzt. Dabei bezogen die Soldaten Lauer- und Wechselstellungen am Bahndamm. Dadurch gelang es, mehrere Sprengversuche der sowjetischen Kräfte zu unterbinden und diese abzuwehren. Es wurde ebenfalls versucht, durch Brandbomben die Eisenbahnstrecke zu beschädigen. Dieser Angriff konnte durch das Jagdkommando verhindert, beziehungsweise der Brand gelöscht werden. Ein Sägewerk nahe des Panzerzuges wurde ebenfalls angegriffen und brannte vollständig ab. Wichtige Holzvorräte vor Ort konnten durch die Besatzung noch gesichert werden. In einer anderen Nacht unterstützte der Panzerzug das Jagdkommando bei einem Angriff durch Partisanen mit Maschinengewehren und schweren Granatwerfern. Durch diesen Angriff wurde ein kleinerer Waldbrand ausgelöst, welcher ebenfalls durch die Besatzung gelöscht werden konnte. Ebenfalls jede Nacht wurde der Panzerspähwagen zur Streckensicherung und Unterstützung von Streckenposten eingeteilt.

#### Kampfgruppe von Rudno
Am 1. Mai erreichte der Panzerzug seinen neuen Heimatbahnhof Poluschje und die Besatzung richtete sich bis zum 2. Mai dort ein. Am 3. Mai begann der Panzerzug mit Sicherungsfahrten auf der Eisenbahnstrecke zwischen Brjansk und Homel. Zeitgleich wurde der Panzerzug für eine Operation in der Gegend von Witelmja abgestellt. Der Panzerzug sollte einwandfrei erkannte Partisanenziele im Waldrand südlich des Bahndamms bekämpfen, den gewonnenen Brückenkopf halten und jeden Sprengversuch der dortigen Brücke unterbinden. Das Jagdkommando des Infanteriezuges des Panzerzuges wurde zur Verstärkung eines Reiterverbands unter der Führung von Rittmeister Eikmeier abgestellt.
Vom 4. auf den 5. Mai bezog der Panzerzug seine Ausgangsstellung in einer Schlucht. Um 13:30 Uhr flogen sieben deutsche Bomber zwei Angriffe auf die Ortschaften Kornauchowka und Belyje Berega. Nach dem Angriff setzte sich der Panzerzug in Bewegung und fuhr so weit vor, wie die Pioniere die Gleise umgespurt hatten. Dort angekommen bezog er seine Feuerstellung und beschoss um 13:45 Uhr Bunkeranlagen jenseits des Ufers der Desna bei Kornauchowka. Kurze Zeit später musste das Feuer bereits eingestellt werden, da sich ein sowjetischer Verband dem Panzerzug näherte. Während des Beschusses half der Rest der Besatzung den Pionieren beim weiteren Umspuren der Gleise bis zur Brücke über die Desna. Am Abend wurden die Arbeiten durch gegnerisches Panzerabwehrkanonen- und Artilleriefeuer gestört, welche aber ohne Verluste weiter durchgeführt werden konnten. Am 6. Mai beschoss der Panzerzug den Waldrand nordwestlich von Wassiljewski. Dieser war circa vier Kilometer vom Panzerzug entfernt. Da Richtmittel zum indirekten Richten nicht vorhanden waren, konnte das Dorf Wassiljewski hinter dem Wald, nicht beschossen werden. Das Jagdkommando des Panzerzuges rückte trotz heftigen Abwehrfeuer weiter vor und konnte die gegnerischen Kräfte in den Wald, nördlich der Strecke, zurückwerfen. Am 7. Mai wurde der Panzerzug vom Kampfgruppenführer entlassen und kehrte nach Poluschje zurück.

#### Korück 532
Zwischen dem 8. und 10. Mai wurde der Panzerzug erneut zur Sicherung der Eisenbahnstrecke zwischen Brjansk und Homel eingesetzt. Am 11. Mai erhielt er den Auftrag, das Überschreiten von gegnerischen Kräften auf der Eisenbahnlinie zwischen Brjansk und Sinesjorski zu verhindern. Die Strecke wurde durch ungarische Truppen verstärkt und der Panzerzug pendelte vor allem nachts auf dieser Strecke. Dabei konnte ein Versuch der Überschreitung durch das Feuern aus allen Waffen verhindert werden. Am 13. Mai kehrte der Panzerzug zum Bahnhof von Poluschje. Dort angekommen geriet er in einen Luftangriff von sowjetischen Erdkampfflugzeugen, bei dem der Panzerspähwagen beschädigt wurde. Die Reparatur dauerte nur einige Stunden und am Abend war der Panzerspähwagen wieder einsatzbereit. Zwei am Bahnhof stehende Güterwagen wurden beschädigt und 500 Liter Benzin liefen aus. Vom 14. bis zum 22. Mai sicherte der Panzerzug erneut die Eisenbahnstrecke zwischen Brjansk und Homel.
Ab dem 23. Mai begann eine Operation ostwärts der Eisenbahnstrecke zwischen Brjansk und Sinesjorski. Dort wollten eigene Kräfte ein Gebiet durchkämmen und gegnerische Truppen zurückdrängen. Der Panzerzug sollte dabei das Überwechseln des Gegners von Osten nach Westen unter allen Umständen verhindern. Zusammen mit ungarischen Truppen konnten mehrere Überwindungsversuche abgewehrt und einiges an Waffen und Material konnte erbeutet werden. Zwar wurden die gegnerischen Truppen zurückgeschlagen, der Panzerzug blieb aber noch bis zum 31. Mai vor Ort und sicherte die Strecke. Da es in dieser Zeit zu keiner Feindberührung mehr kam, wurde der Panzerzug wieder zurück nach Poluschje verlegt.

#### Kampfgruppe Metterhausen
Am 1. Juni fuhr der Panzerzug um 19:30 Uhr vom Bahnhof Poluschje zum Bahnhof von Altuchowo, da dort gegnerische Kräfte die Bahnstrecke überwinden wollte. In der Nacht verblieb der Panzerzug am Bahnhof und fuhr am nächsten Morgen weiter zum Bahnhof von Cholmetschi (Lage). Um 14:00 Uhr wurde der Panzerzug von seinem Auftrag entbunden, da sich die gegnerischen Kräfte jenseits des Flusses Nerussa befanden und die in der Umspurung befindliche Strecke noch nicht fertig war. Nachdem der Panzerzug wieder am Bahnhof Poluschje angekommen war, erhielt er eine neue Sicherungs- und Transportaufgabe. Am Bahnhof Swen wurden dem Panzerzug vier Güterwagen mit dem Jagdkommando Korück (Kommando Rückwärtige Kräfte) angehängt. Diese sollten, zusammen mit dem Infanteriezug des Panzerzuges, über die Eisenbahnstrecke von Brjansk nach Tereben (Lage) zum Bahnhof von Schurinitschi (Lage) gebracht werden. Dort angekommen, sollten das Jagdkommando und der Panzerzug mehrere Operationen zur Bekämpfung von einzelnen Truppen im Waldgelände zwischen den Eisenbahnstrecken Brjansk und Tereben, sowie Brjansk und Karatschew unterstützen. Dazu wurde er Panzerzug dem Kommando der Kampfgruppe Metterhausen unterstellt.
Die Infanterie begann mit dem Durchkämmen des Waldstückes, während der Panzerzug und sein Panzerspähwagen mit der Überwachung der Strecke begannen. Am 3. und 4. Juni gab es keinerlei Zwischenfälle während der Überwachungsfahrten zwischen Schurinitschi und Resseta (Lage). In der Nacht vom 4. auf den 5. Juni verblieb der Panzerzug auf Befehl der Kampfgruppe in Resseta, während der Panzerspähwagen acht Kilometer entfernt an der nächsten Ausweichstelle (Lage) stand. Um 2:30 Uhr meldete der Panzerspähwagen stärkeres Maschinengewehr- und Granatwerferfeuer von der Eisenbahnstrecke in Richtung Brjansk und der Panzerzug setzte sich umgehend in Bewegung. Zehn Kilometer südwestlich von Resseta (Lage) versuchte eine stärkere sowjetische Truppe, Eisenbahnlinie von Osten nach Westen zu überschreiten und die Streckenposten durch schweres Feuer in den Deckungen zu halten. Der Panzerspähwagen erreichte den Ort des Geschehens und sah die letzten Teile der sowjetischen Kräfte im Unterholz nach Westen in den aufziehenden Bodennebel verschwinden. Umgehend eröffnete er das Feuer auf die letzte erkannte Position, unterstützt vom eintreffenden Panzerzug. Aufgrund des dichten Nebels blieb der Beschuss ohne Ergebnis.
Am 6. Juni fuhr der Panzerzug von Resseta aus zum Bahnhof von Belyje Berega. Dort angekommen erhielt er den Befehl, den Streckenabschnitt zwischen Belyje Berega und Mylinka vor gegnerischen Truppen zu schützen. Der Panzerzug verblieb dabei in Belyje Berega, während der Panzerspähwagen in Mylinka stand. Am 7. und 8. Juni gab es bis 17 Uhr keinerlei Vorkommnisse während der Sicherungsfahrten. Danach wurde die Sicherungsoperation als beendet angesehen und der Panzerzug fuhr, zusammen mit dem Panzerspähwagen und dem Jagdkommando Korück zurück nach Poluschje. Am 9. Juni wurden Teile des Jagdkommandos, welche zum Infanteriezug des Panzerzuges gehörten, wieder in den Panzerzug eingegliedert. Der 9. und 10. Juni wurden für Wartungsarbeiten am Panzerzug, dem Panzerspähwagen und für die Ausbildung genutzt.

#### Königl. Ung. 102. le. Div.
Am 11. Juni um 18:30 Uhr wurde der Panzerzug vom Korück 532 alarmiert und über die Eisenbahnstrecke von Brjansk nach Komaritschi zum Bahnhof nach Sinesjorski befohlen. Dort blieb er bis in die Nacht zum 12. Juni in Alarmbereitschaft. Am frühen Morgen wurde der Panzerzug der Königlich Ungarischen 102. leichten Division unterstellt. Die Division leitete eine mehrtägige Operation zur Bekämpfung von sowjetischen Truppen in einem Waldgelände westlich des Streckenabschnitts zwischen Brjansk und Sinesjorski. Der Panzerzug sollte dabei ein Überschreiten von gegnerischen Truppen von Westen nach Osten über die Bahnlinie verhindern. In der Nacht vom 12. auf den 13. Juni versuchten einzelne Truppen, die Bahnstrecke zu überwinden, wurden aber vom Panzerzug unter Beschuss genommen und wichen wieder in den rückwärtigen Bereich aus. Am 13. und 14. Juni patrouillierte der Panzerzug ständig auf der Eisenbahnstrecke, verzeichnete aber keinerlei Vorkommnisse. Am 15. Juni wurde die Operation beendet und der Panzerzug fuhr zurück nach Poluschje.
Am 15. Juni erhielt der Infanteriezug des Panzerzuges den Befehl, nach Potschep zu fahren, um dort erneut an Operationen gegen Infanterie in Wäldern teilzunehmen. Der 16. Juni wurde von der Besatzung genutzt, um Wartungsarbeiten am Panzerzug durchzuführen. Am 17. Juni wurde der Panzerzug erneut alarmiert und der Königlich Ungarischen 102. leichten Division unterstellt. Durch Informationen von Überläufern erhielten die Truppen vor Ort Informationen, dass sich gegnerische Kräfte von Norden nach Süden bewegten und sich in einem Waldstück zwischen dem Fluss Nawlja und dem Streckenabschnitt zwischen Nawlja und Altuchowo befanden. Um 22:40 Uhr traf der Panzerzug in Altuchowo ein und erhielt den Auftrag, zusammen mit seinem Panzerspähwagen und einem improvisierten ungarischen Behelfs-Panzerzug, das Überwechseln der gegnerischen Kräfte über die Bahnlinie zu verhindern. Durch weitere Verbände gelang es, die gegnerischen Truppen einzukreisen. Für den Panzerzug selbst verlief der 18. Juni, während der Sicherungsfahrten, ereignislos. Am 19. Juni versuchten die eigenen Truppen weiter, den Kessel um die Einheiten zu schließen, was durch den Mangel an schweren Waffen nicht gelang. Der Panzerzug erhielt daraufhin den Auftrag, einzelne Abschnitte im Wald mit der Artillerie unter Beschuss zu nehmen. Diesen konnte er aber nicht ausführen, da dort ein indirektes Richten nötig gewesen wäre und damit die eigenen Truppen im Feuer lagen. Um 12 Uhr wurde der Mörserzug des Panzerzuges mit 50 Schuss Munition abgesetzt und in die vorderste Linie geschoben. Am nächsten Morgen kehrte der Mörserzug zurück. Der Panzerzugkommandant wurde unterrichtet, dass das Mörserfeuer gut lag und den sowjetischen Kräften schwere Schäden zugefügt hat. Am selben Tag um 12:00 Uhr rückte der Panzerzug nach Cholmetschi ab, um dort eine Kompanie abzuholen und nach Altuchowo zu bringen.
Um 14:30 Uhr, einen Kilometer nordostwärts von Cholmetschi, lief der Panzerzug auf eine Antipersonenmine auf. Beim Abstoßwagen wurde die linke Achsbuchse der ersten Achse abgerissen und das rechte Rad wurde durchschlagen. Dennoch konnte der Panzerzug seine Fahrt fortsetzen. Am nächsten Bahnhof angekommen, wurde der Abstoßwagen entfernt und durch einen neuen ersetzt. Um 22:30 Uhr versuchte eine starke sowjetische Einheit, vier Kilometer nordostwärts von Altuchowo über die Eisenbahnstrecke zu gelangen. Der Panzerzug und sein Panzerspähwagen griffen umgehend mit allen Waffen an. Zusammen mit dem ungarischen Behelfs-Panzerzug konnte dieser Überschreitungsversuch unterbunden werden, obwohl es einer kleinen Gruppe gelang, durchzubrechen. Die restlichen Teile wichen wieder zurück in das Waldstück und den mittlerweile geschlossenen Kessel. In den frühen Morgenstunden des 20. Juni überprüfte die Besatzung das Gefechtsfeld der Nacht. Dabei konnten sieben getötete Soldaten ausgemacht und einiges an Waffen und Material erbeutet werden. Der restliche Tag verlief ohne Vorkommnisse.
In der Nacht vom 20. auf den 21. Juni versuchten immer wieder kleinere Gruppen, den Kessel zu verlassen. Diese konnten aber durch den Panzerzug und seinen Panzerspähwagen immer wieder zurückgedrängt werden. Bis zum 23. Juni wurden Überwachungsfahrten durchgeführt, blieben jedoch ohne jeglichen Feindkontakt. Am 23. Juni wurde die Operation für beendet erklärt und der Panzerzug fuhr wieder zurück nach Poluschje. Bis zum 24. Juni war der Heimatbahnhof des Panzerzuges Poluschje. Danach wurde dieser auf Befehl des Korück 532 zum Bahnhof von Nawlja verlegt. Am 25. Juni richtete sich die Besatzung am neuen Bahnhof ein und der zuvor abgegebene Infanteriezug wurde wieder in den Panzerzug eingegliedert. Am 26. Juni wurde der Panzerzug um 22:40 Uhr alarmiert und zu einem Stützpunkt einen Kilometer südwestlich von Sswatoje beordert, da es dort einen gegnerischen Angriff gab. Als der Panzerzug eintraf, war der Kampf bereits beendet und der Panzerzug kehrte mit einem Überläufer zurück nach Nawlja. Dort wurde dieser an die ungarische Division übergeben. Vom 27. bis zum 29. wurden Wartungsarbeiten und Ausbildung am Panzerzug durchgeführt.

#### Kampfgruppe Rübsam
Ab dem 30. Juni wurde der Panzerzug der Kampfgruppe Rübsam vom Korück 532 unterstellt. Der Einsatzort blieb weiterhin Nawlja. Noch am selben Tag wurde eine Kontrollfahrt auf dem Streckenabschnitt zwischen Komaritschi und Nawlja sowie Nawlja und Altuchowo durchgeführt. Um das Gelände besser beurteilen zu können, wurde der Panzerzug durch den Oberst Rübsam begleitet. Am 1. und 2. Juli wurde die Sicherung der Eisenbahnstrecke zwischen Brjansk und Komaritschi sowie der Eisenbahnstrecke zwischen Nawalja und Seredyna-Buda übernommen. Während dieser Fahrten wurden Aus- und Weiterbildungen der Besatzung durchgeführt. Am 3. Juli unternahm der Panzerzug eine Sicherungsfahrt von Nawalja zur Nerussa-Brücke, um die Strecke und das Gelände besser einschätzen zu können.
Am 4. Juli erhielt der Panzerzug 2 den Befehl von der Heeresgruppe Mitte, täglich einen Kurier von Brjansk nach Komaritschi und zurück zu befördern. Dieser Kurier wurde als zu schützendes Personal angesehen, da er Kurierpost vom Führerhauptquartier an die Heeresgruppe Mitte auszuliefern hatte. Bis einschließlich 11. Juli wurden diese Kurierfahrten täglich durchgeführt. Zwischendurch, am 7. Juli 1943, wurde, auf Befehl des Korück 532, der Generalleutnant Friedrich Bernhard von Brjansk zur Nerussa-Brücke (Lage) und wieder zurückgebracht.
Ab dem 12. Juli wurden die Kurierfahrten eingestellt. Gegen 22:00 Uhr vernahm die Besatzung Gefechtslärm aus der Richtung Seredyna-Buda. Hier hatte eine schwache sowjetische Gruppe mit dem Beschuss der Gnjenj-Brücke begonnen. Der Panzerzug rückte umgehend aus, fand vor Ort aber keine gegnerischen Kräfte und alles war wieder ruhig. Einen Tag später, am 13. Juli um 20:15 Uhr, wurde der Panzerzug von der Kampfgruppe Rübsam alarmiert. Der Zug sollte unter Mitnahme eines vom Korück gestellten Jagdkommandos, welches in Kokorewka (Lage) aufgenommen wurde, bis zur Nerussa-Brücke fahren und dort an einer kleineren Operation teilnehmen. Um 21:15 Uhr fuhr der Panzerzug los und erreichte um 2:00 Uhr morgens die Nerussa-Brücke. Kurz bevor die Operation hätte beginnen sollen, wurde diese abgesagt und der Panzerzug fuhr umgehend nach Kokorewka.
Nach dem dortigen Eintreffen am 14. Juli um 9:00 Uhr begann der Panzerzug mit der Sicherung der Strecke zwischen Nawlja und der Nerussa-Brücke. Noch am selben Tag erging an den Panzerzug der Befehl, zwischen Altuchowo und Nawlja zu patrouillieren, um dort die Streckensicherung zu gewährleisten. Um 19:45 Uhr traf der Panzerzug in Nawlja ein und der Bestand an Wasser und Kohle wurde aufgefüllt. Um 22:30 Uhr fuhr er wieder nach Kokorewka und wartete auf weitere Befehle.

#### Korück 532

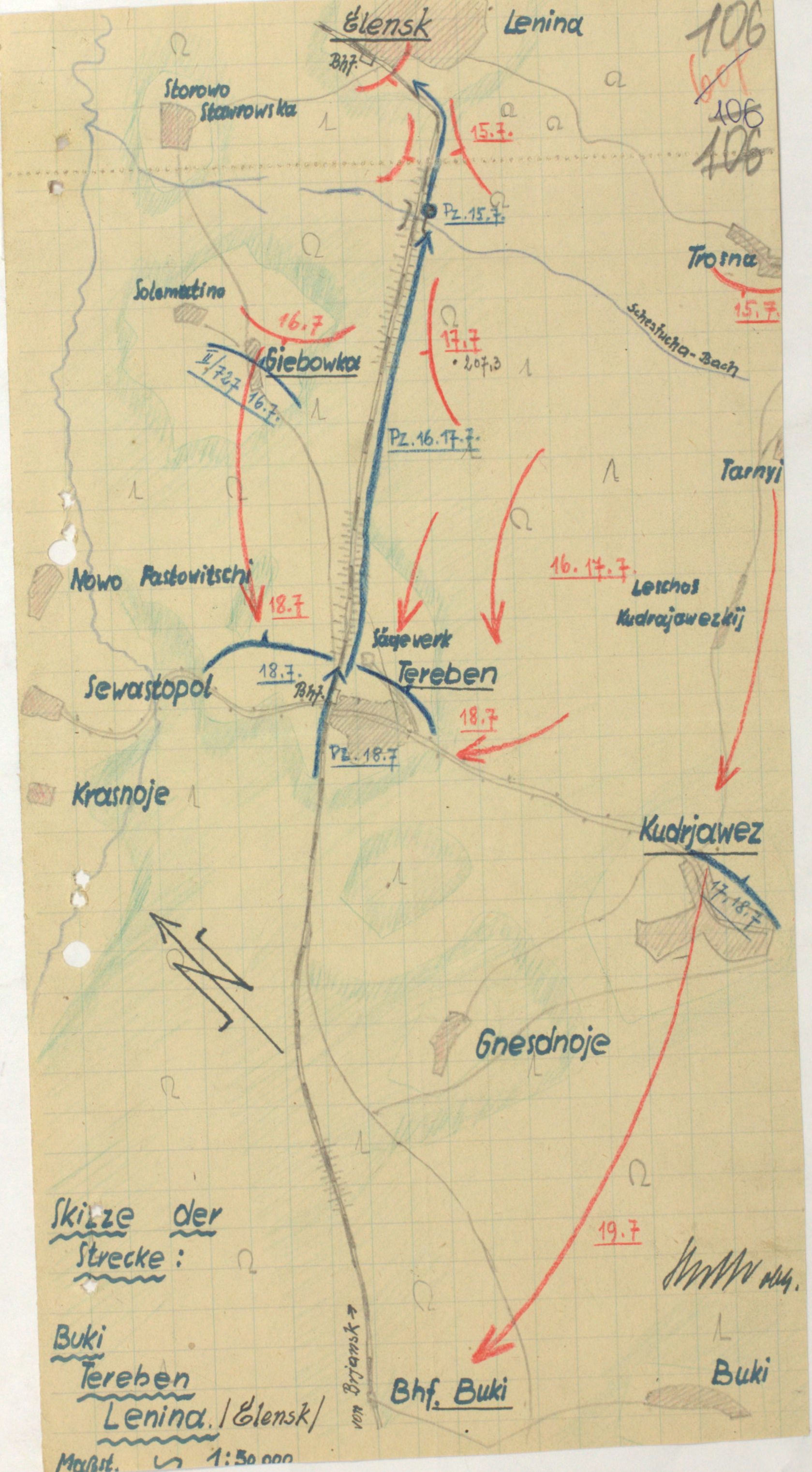
Gefechts- und Streckenskizze Elensk-Tereben-Buki

Am 15. Juli um 01:30 Uhr wurde der Panzerzug vom Korück 532 angefunkt und erhielt den Befehl, bis 09:00 Uhr am Bahnhof von Brjansk einzutreffen. Dort angekommen sollte der Panzerzug vor zwei Transportzügen mit Soldaten des II. Bataillon des Infanterie-Regiment 727 der 707. Infanteriedivision und Pionieren der Pionierkompanie 707 nach Tereben fahren und danach den Bahnhof von Jelenski (Lage) erobern. Da die beiden Transportzüge zum angegebenen Zeitpunkt noch nicht vor Ort waren, rückte der Panzerzug allein vor und erreichte um 16:00 Uhr Tereben. Vor Ort war die Lage vollkommen unklar. Mehrere versprengte Soldaten und Verwundete befanden sich am Bahnhof und verfügten über sehr wenig Ausrüstung. Kurz nach dem Eintreffen erhielt der Panzerzug den Funkspruch, dass die beiden Transportzüge Tereben heute nicht mehr erreichen werden. Umgehend wurde der Panzerspähwagen des Panzerzuges für eine Aufklärungsfahrt in Richtung Jelenski in Marsch gesetzt.
Zwei Kilometer südwestlich (Lage) wurde der Panzerwagen unter Beschuss genommen, konnte aber bis zum Einfahrsignal des Bahnhofes von Jelenski weiter fahren. Vor Ort stellte die Besatzung fest, dass die Gleise zerstört waren und starke sowjetische Kräfte im Bahnhofsgelände lagen. Unter Beschuss zog sich der Panzerwagen zurück und erreichte um 19:00 Uhr die eigenen Kräfte. Nach kurzer Besprechung und Auswertung entschloss sich der Kommandant für einen Angriff und rückte nach Jelenski vor. Am Einfahrsignal des Bahnhofes angelangt, eröffnete der Zug das Feuer auf das besetzte Gelände mit allen verfügbaren Waffen. Zur gleichen Zeit gelang es dem Panzerwagen, eine Sprengung der Brücke im rückwärtigen Raum zu verhindern. Als der Panzerzug zurückfahren musste, um Wasser aufzunehmen, sprengten sowjetische Truppen 1,2 km südlich von Jelenski die Gleise. Ständiges gegnerisches Feuer aus einem Waldstück am Schestucha-Bach verhinderte eine Reparatur der Gleise. Durch einen Überläufer gelangten Informationen über die sowjetischen Kräfte an einem Stützpunkt nahe dem Bach zum Panzerzug. Zusammen mit der Infanterie gelang es den deutschen Truppen, diesen Stützpunkt zu besetzen.
Am 16. Juli begann um 1:15 Uhr ein Gegenangriff sowjetischer Kräfte auf den Stützpunkt und die angrenzende Brücke. Dieser konnte durch ein gemeinsames Vorgehen der Infanterie, des Panzerzuges und des Panzerspähwagens zurückgeschlagen werden. Aufgrund der hohen Verluste auf Seiten der Roten Armee wurden weitere Angriffe abgebrochen und der restliche Tag verlief ruhig. Lediglich gut liegendes Artilleriefeuer zwang die Infanterie und den Panzerzug kurzfristig dazu, sich aufzuteilen. Die beiden Transportzüge erreichten am Vormittag Tereben und die Infanterie besetzte die Ortschaften Glebowka und Kudrjawez. Ab 16:50 Uhr feuerte der Panzerzug 60 Granaten mit der Artillerie in Richtung von Jelenski und dem gegnerischen Sperrfeuer. Die sowjetische Artillerie antwortete und zerstörte dabei das Gleis zwischen dem Panzerzug und dem Panzerspähwagen. Diese Beschädigungen wurden durch beide Besatzungen zeitnah repariert. Am frühen Abend traf in Tereben Oberst Wenninger ein und alle Verbände in dem Gebiet wurden ihn als Kampfgruppe Wenninger des LV. Armeekorps (55. Armeekorps) unterstellt. Die Nacht auf den 17. Juli verlief ruhig.

#### Kampfgruppe Wenninger
In den frühen Morgenstunden war ein bis zwei Kilometer nördlich der Strecke Glebowka starkes Artilleriefeuer zu hören. Durch das urwaldartige Gebiet konnte der Panzerzug aber nicht eingreifen und blieb vorerst in Bereitschaft. Um 16:15 Uhr begann ein Angriff auf die deutschen Stellungen 42 und 43 durch sowjetische Infanterie, unterstützt von Granatwerfer-, Panzerabwehr- und Artilleriefeuer. Auf Befehl stießen der Panzerzug und der Panzerspähwagen, aus allen Rohren feuernd, vor. Nach 25 Minuten brachen die sowjetischen Kräfte den Angriff ab und zogen sich in den Wald zurück. Am Abend erfolgte ein neuer Angriff, diesmal auf die Ortschaft Glebowka. Dieser verlief für die sowjetischen Truppen erfolgreicher und sie konnten das II./727 zurückdrängen. Damit gelang es ihnen, an Tereben aus Richtung Norden und Osten bis auf einen Kilometer heranzukommen. Der Panzerzug selbst konnte bis dahin einen 6,5 km langen Keil in die sowjetischen Linien entlang der Eisenbahnstrecke halten. Die restliche Nacht des 17. Juli verlief ruhig und ohne Vorkommnisse.
Am 18. Juli, um 2:00 Uhr morgens, erhielt der Panzerzug von Oberst Wenninger den Befehl, die Strecke zu räumen, um einer Einkesselung zu entgehen. Der Panzerzug zog sich bis zu einem Sägewerk zurück, welches 1,5 km nördlich von Tereben lag. Von dort aus sollte er mit Artilleriefeuer die Infanterie unterstützen. Aufgrund des nahegelegenen Waldes hatte der Panzerzug allerdings fast kein Schussfeld und die Gleise lagen so ungünstig, dass nur ein Flak- und ein Artilleriegeschütz feuern konnten. Hinzu kam, dass die Besatzung der einsetzbaren Flak, aufgrund starker Abnutzung und schadhafter Teile, ständig mit Hemmungen zu kämpfen hatte. Die sowjetischen Kräfte nutzten den Rückzug des Panzerzuges dazu, die Gleise zu sprengen. Dadurch sollte ein erneuter Vorstoß deutscher Kräfte unterbunden werden.

#### Kampfgruppe von Boeselager

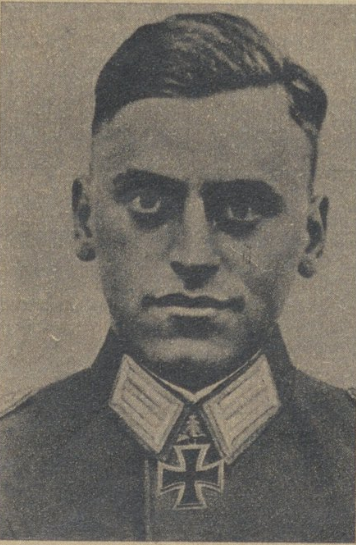
Major von Boeselager

Um 8:00 Uhr gelang es einigen sowjetischen Aufklärern, aufgrund des dichten Waldes, bis auf 100 m an den Panzerzug heranzukommen. Diese Soldaten wurden durch die Flakgeschütze beschossen und so ausgeschaltet. Um 9:00 Uhr wurde der Panzerzug durch Artillerie und Granatwerfer beschossen und musste sich hinter den Bahnhof von Tereben zurückziehen, da auch der Bahnhof selbst unter schwerem Beschuss lag. Um 11:00 Uhr traf eine Abteilung des Kavallerieregiments Mitte und weitere schwere Kräfte zur Unterstützung ein, und der Major Georg Freiherr von Boeselager übernahm die Truppen vor Ort als Kampfgruppe von Boeselager.
Hier erhielt der Zugkommandant den Befehl, den Zug zum Waldrand nördlich von Tereben vorzufahren und von dort die eigene Infanterie zu unterstützen. Diese befand sich in der Verteidigung gegen sowjetische Kräfte. Mit Hilfe des Panzerzuges gelang die Abwehr der Angriffe. Ein weiterer Befehl lautete, ohne Rücksicht auf gegnerisches Artilleriefeuer auf der Eisenbahnstrecke, weiter vorzustoßen und so die eigene Infanterie beim Angriff zu unterstützen. Im Laufe des Nachmittags stieß der Panzerzug immer wieder vor, nahm gegnerische Artillerie unter Beschuss und wich wieder in die eigenen Stellungen aus. Aufgrund der aktiven und langen Nutzung an diesem Tag erhielten der Lokführer und ein Heizer einen Hitzschlag. Weiterhin erhielt der Panzerzug mehrere Treffer durch verschiedene Infanteriewaffen und Granatsplitter. Während der Beseitigung einer Hemmung an einer Flak, wurde einer der Flakschützen verwundet. Eine Gleisbeschädigung direkt hinter dem Panzerzug wurde noch in gegnerischem Feuer behoben.
Um 8:30 Uhr am 19. Juli erhielt der Panzerzug einen Funkspruch der 2. Panzerarmee über das Korück 532. Der Panzerzug erhielt den Befehl, sich umgehend nach Karatschew zu begeben und dort die Kampfgruppe Wenninger erneut zu unterstützen. Der Panzerzug setzte sich in Bewegung und erreichte zwar die Ortschaft Resseta, konnte aber aufgrund eines durch eine Fliegerbombe verursachten Gleisschadens vorerst nicht weiter. Auf Bitten des Adjutanten der Kampfgruppe von Boeselager wich der Panzerzug aus und fuhr zurück, um über Buki (Lage) nach Karatschew zu gelangen. Buki war zwar von eigenen Kräften aufgegeben worden, doch hier sollte der Panzerzug Aufklärungsarbeit leisten. In Brjansk musste der Panzerspähwagen aufgrund eines erneuten Getriebeschadens zurückgelassen werden. Um 21:15 Uhr erreichte der Panzerzug dann Karatschew und wurde der Kampfgruppe Wenninger unterstellt. Umgehend wurde der Panzerzug über Odrinskaja (Lage) nach Chotynez verlegt. Dort angekommen sollte er weiter nach Osten vorstoßen.

#### Kampfgruppe Wenninger

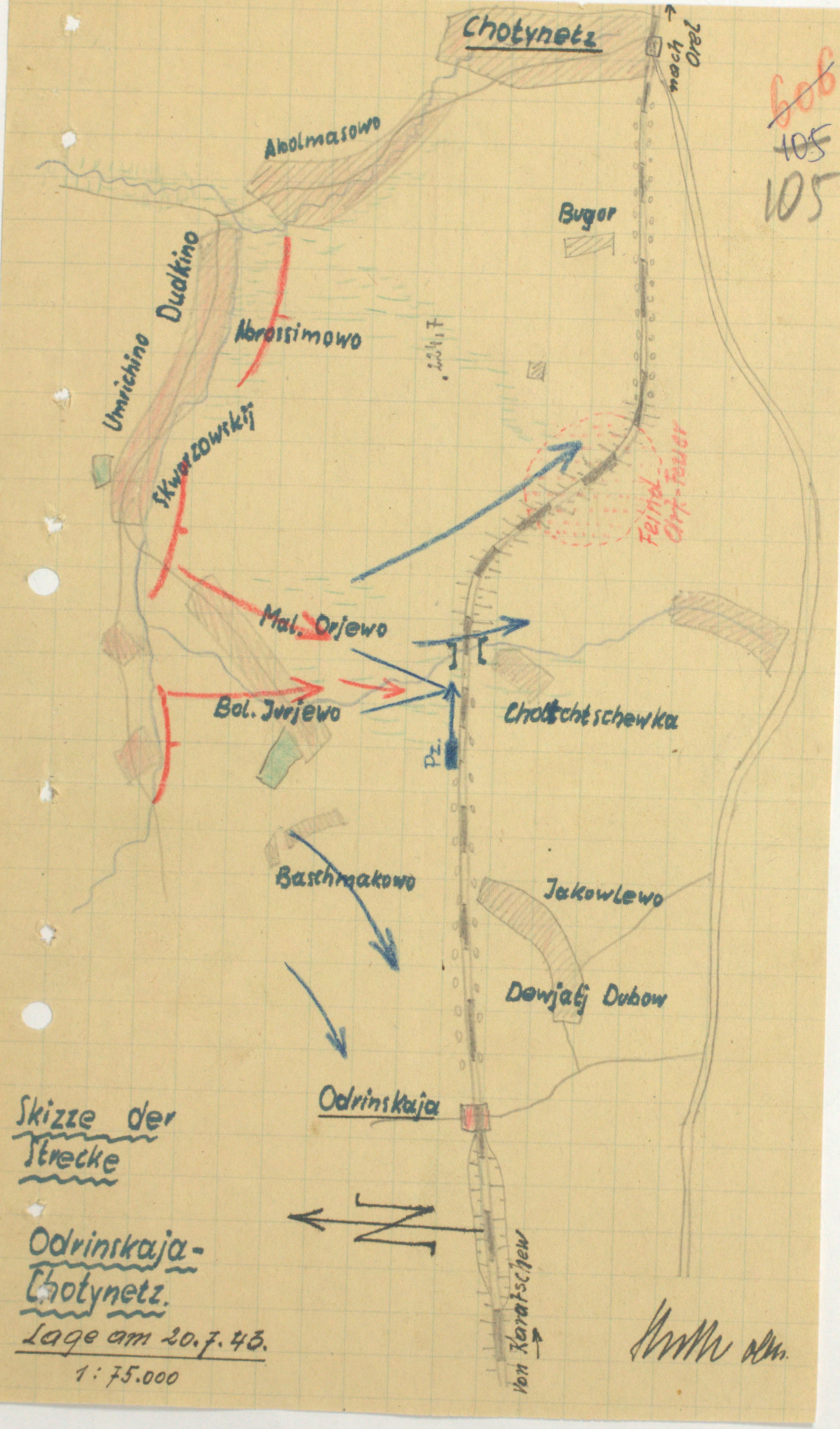
Gefechts- und Streckenskizze Chotynez-Odrinskaja

Am 20. Juli, um 3:00 Uhr morgens, erreichte der Panzerzug Chotynez. Aufgrund von dichtem Bodennebel konnte ein weiterer Vorstoß vorerst nicht stattfinden. Um 5:00 Uhr erhielt der Panzerzug von Oberst Wenninger den Befehl, sich bis auf vier Kilometer ostwärts von Odrinskaja zurückzuziehen und die offene Flanke in Richtung Norden zu sichern. Aufgrund der unklaren Lage vor Ort und den sich zurückziehenden Truppen, gelang es dem Panzerzug nicht, in Erfahrung zu bringen, wo sich die vordersten Linien der eigenen Kräfte befanden. Daraufhin blieb dieser an einem Waldstück nördlich von Choltschewka (Lage) stehen und begann mit der Aufklärung. Dabei klärte man Panzer vier Kilometer östlich (Lage) vom Panzerzug auf. Ob es sich um eigene oder sowjetische Panzer handelte, konnte nicht erkannt werden. Um die Lage besser beurteilen zu können, rückte der Panzerzug vor. In der zweiten Kurve östlich von Odrinskaja (Lage) geriet er unter schweres Artilleriefeuer und musste sich zurückziehen. Südlich von Maloje Jurjewo (Lage) wurde der Panzerzug von einer Panzerabwehrkanone beschossen. Dabei erhielt die Dampflokomotive zwei und der Wagen 2 (Sturmwagen) einen Treffer. Da sich die Panzerabwehrkanone aber zu weit weg und in einem schlechten Winkel befand, wurden die Panzerplatten nicht durchschlagen. Der Panzerzug selber eröffnete das Feuer nicht, da man sich nicht sicher war, ob es nicht doch eigene Truppen waren.
Als der Panzerzug in der alten Deckung am Waldstück ankam, konnte er in den Ortschaften Bolschoje Jurjewo (Lage) und Maloje Jurjewo sowjetische Truppen aufgeklärt werden. Durch einen Hauptmann sich zurückziehender Truppen, erfuhr die Besatzung, dass sich dort keine deutschen Truppen mehr befanden. Daraufhin rückte der Panzerzug vor und nahm beide Ortschaften mit allen Waffen unter Feuer, ein Großteil wurde dabei in Brand geschossen. Danach blieb es ruhig an der Frontlinie. Im Laufe des Nachmittags erhielt der Panzerzug den Befehl, einen Pionierzug aufzunehmen, über Odrinskaja und Chotynez vorzurücken und alle Gleisbeschädigungen zu beseitigen. Den eigenen Kräften gelang es derweil, sich einen bis zwei Kilometer nördlich der Bahnlinie festzusetzen. Bei Maloje Jurjewo und Bolschoje Jurjewo lag der Feind aber immer noch am Bahndamm. Als der Panzerzug dort vorbeifuhr, wurde er aus dem nördlichen Maloje Jurjewo von einer Panzerabwehrkanone beschossen. Durch das Feuern mit allen Waffen konnte der Panzerzug den Beschuss stoppen. In der Nacht vom 20. auf den 21. Juli fuhr der Panzerzug Überwachungsfahrten zwischen Odrinskaja und Chotynez, welche ohne Vorkommnisse verliefen.

#### Kampfgruppe Treptow
Am 21. Juli nahm der Panzerzug einzelne Ziele in Maloje Jurjewo unter Beschuss und unterstützte die Infanterie beim Angriff bis in die Mitte der Ortschaft. Im Verlaufe des Tages begleitete der Panzerzug immer wieder wichtige Züge, welche durch den umkämpften Raum fuhren. Später wurde Oberst Wenninger abgelöst und durch Oberst Treptow ersetzt. Alle Truppen vor Ort waren nun der Kampfgruppe Treptow unterstellt. Während der frühen Abendstunden traf der Panzerzug 61 im Bereich ein und verblieb vor Ort. Die Nacht vom 21. auf den 22. Juli verlief ohne Vorkommnisse. Um 3:45 Uhr, am 22. Juli, hörte man aus Richtung Chotynez zwei Detonationen. Daraufhin rückte der Panzerzug aus und stellte fest, dass beide Gleise im zweiten Bogen ostwärts Odrinskaja gesprengt wurden. Eines der Gleise wurde vom Panzerzug, das andere von einem Pionierbauzug repariert. Während der Arbeiten belegte sowjetische Artillerie den Bereich immer wieder mit Störfeuer. Um 16:00 Uhr konnte der Panzerspähwagen dem Panzerzug 2 wieder zugeführt werden. Im weiteren Verlauf des Tages blieb der Panzerzug in Bereitschaft. Die Nacht vom 22. auf den 23. Juli und der Tag selbst blieben für die Besatzung des Panzerzuges ruhig.
Zwischen dem 24. und 26. Juli 1943 verblieb der Panzerzug in der Nähe des Bahnhofs von Odrinskaja. Durch den Einsatz der Panzergrenadier-Division Großdeutschland, konnten die sowjetischen Truppen zwei bis drei Kilometer weit von der Eisenbahnstrecke zurückgedrängt werden. Während dieser Zeit unternahm der Panzerzug Sicherungsfahrten in dem Gebiet, welche ohne Vorkommnisse verliefen. Am 27. Juli rückte der Panzerzug nach Brjansk ab, um im dortigen Eisenbahn-Ausbesserungswerk gewartet zu werden. Dabei wurde die Dampflokomotive ausgewaschen und ein gerissener Federbock beim Wagen 1 (Artilleriewagen) musste ausgetauscht werden. Beim Wagen 8 (Artilleriewagen) mussten zwei Federböcke ausgetauscht werden und beim Wagen 3 (Sturmwagen) hatte sich ein Rad von der Achse gelöst. Die Arbeiten dauerten zwei Tage und am 29. Juli um 13:15 Uhr setzte sich der Panzerzug in Richtung Odrinskaja in Bewegung.
Aufgrund der weiteren Gefechte verschob sich die Frontlinie zehn bis 15 Kilometer weiter nach Norden, wodurch es am 30. Juli keine Vorkommnisse für den Panzerzug gab. Erst am 31. Juli erging der Befehl, dass sich der Panzerzug 2 umgehend nach Belyje Berega aufmachen sollte. Um 19:30 Uhr erreichte er sein Ziel und die Besatzung wurde über die Lage informiert. Laut einem Überläufer waren in einem nahen Waldstück 400 Soldaten durch die Frontlinie durchgesickert und sollten die Eisenbahnbrücken im Gebiet sprengen. Der Panzerzug wurde dem Sicherungsbataillon 757 unterstellt und sollte am Bahnhof von Mylinka alarmbereit warten. Aufgrund eines Lagerschadens fiel der Panzerspähwagen des Panzerzuges aus.
In der Nacht zum 3. August 1943 kam es zu einem Gefecht. Der Panzerzug befand sich auf der Eisenbahnstrecke zwischen Brjansk und Karatschew, als starkes Artilleriefeuer einsetzte. Kurz nach dem Ende des Beschusses griffen 250 sowjetische Soldaten die Eisenbahnbrücke östlich von Babinka (Lage) an. Zusammen mit der dortigen Infanterie des Sicherungsbataillon 757 und dem Panzerzug gelang es, den Angriff zurückzuschlagen. Gesprengte Gleise in 400 m Entfernung zur Brücke konnten dortige Pioniere noch am selben Tag ausbessern. Am 15. August wurde der Panzerzug nach Unetscha verlegt und begann dort mit Sicherungsaufgaben.
Am 11. September begannen deutsche Truppen mit der Sprengung der Brücken über die Desna um Raum Brjansk. Brjansk selbst fiel am 17. September in sowjetische Hände. Am 23. September verlegte der Panzerzug nach Babrujsk, da sowjetische Kräfte immer weiter vorrückten. Zur Monatswende hin konnte die Wehrmacht die Front entlang der Eisenbahnlinie Wizebsk, Orscha, Mahiljou und Homel stabilisieren. Der Panzerzug 2 löste Mitte Oktober den Panzerzug 1 im Raum zwischen Babrujsk und Assipowitschy ab. Bis zum 27. Oktober operierte er in Babrujsk und verlegte danach nach Assipowitschy. Von da an führten der Panzerzug 2 zusammen mit dem Panzerzug 4 mehrere Operationen gegen Partisanen durch. Als weitere Unterstützung wurde der Panzerzug 67 in den Raum verlegt.
Anfang November begann eine neue Offensive der Roten Armee über den Dnepr, nördlich von Kiew. Am 15. November wurde der Panzerzug 2 zur Brückensicherung von Assipowitschy nach Swetlahorsk verlegt. Unterstützt wurde er durch den Panzerzug 68. Am 23. November überschritten sowjetische Truppen die Bahnstrecke bei Swetlahorsk und schlossen im Raum zwischen Zherdyanskii (Lage) und Ostankovichi (Lage) ein Grenadier-Bataillon ein. Am nächsten Tag gelang es dem Panzerzug 2 und dem Panzerzug 68 in einer gemeinsamen Operation zum Grenadier-Bataillon durchzubrechen, die Truppen aufzunehmen und zurück zu den eigenen Linien zu bringen. Am 17. November griffen sowjetische Truppen den Bahnhof von Schazliki an. Der Panzerzug 2 unterstützte einen erfolgreichen Gegenangriff zur Rückeroberung. Dabei wurde die Panzerzuglokomotive getroffen und der Panzerzug wurde bewegungsunfähig. Der Panzerzug 68 rückte aus und zog den beschädigten Panzerzug 2 zurück nach Assipowitschy.
Im späteren Verlauf wurden beide Panzerzüge zu Abwehrkämpfen zwischen der Beresina und Schlobin eingesetzt. Zum Dezember hin stellten die sowjetischen Truppen die Angriffe ein und der Panzerzug 2 wurde am 20. Dezember nach Staryja Darohi (Lage) verlegt. Dort angekommen, begann er mit der Sicherung der Eisenbahnstrecke zwischen Assipowitschy und Sluzk.

### 1944
Ab Februar veränderte sich die Lage an der Ostfront zunehmend und der Panzerzug 2 war den vorherrschenden Bedingungen nicht mehr gewachsen. Aus diesem Grund sollte er zeitnah nach Oberschlesien verlegt werden und einer kompletten Umrüstung zum Panzerzug Typ BP 44 unterzogen werden. Aufgrund der angespannten Lage an der Front und der nicht zur Verfügung stehenden Ablösung durch einen anderen Panzerzug verzögerte sich der Rückmarsch nach Oberschlesien. Aus diesem Grund operierte der Panzerzug weiter im Raum zwischen Hlybokaje und Kruleuschtschyna (Lage).
Am 19. März wurde der Panzerzug von Kruleuschtschyna nach Brest-Litowsk beordert und blieb vor Ort. Der Panzerzug 27 unternahm am selben Tag eine Aufklärungsfahrt in Richtung Kowel und lief zwischen Suschytniza und Sabolottja auf eine Mine auf. Trotzdem konnte er seine Erkundungsfahrt fortsetzen. Während der Rückfahrt in der Nacht vom 20. auf den 21. März geriet der Panzerzug 27 in Sabolottja in einen Hinterhalt und wurde von den eigenen Truppen abgeschnitten. Der Panzerzug 2 rückte umgehend aus und lief nördlich von Malaryta auf eine Mine auf und musste umkehren. Der Panzerzug 27 musste kurze Zeit später aufgegeben werden.
Aufgrund der Erfahrungen und erfolgreichen gemeinsamen Operationen zweier Panzerzüge zusammen, wurde die paarweise Verwendung von Panzerzügen, wann immer möglich, eingeführt. Als sich am 24. März die Frontlinie stabilisierte, wurde der Panzerzug 2 wieder zur Eisenbahnstrecke zwischen Kruleuschtschyna und Hlybokaje verlegt. In den nachfolgenden drei Monaten gab es unzählige Operationen gegen Partisanen. Dazu zählte auch die Operation Frühlingsfest, welche vom 16. April bis zum 10. Mai durchgeführt wurde. Dabei wurde versucht, die starken Partisanenkräfte im Raum Lepel einzukesseln und zu vernichten. Dabei operierte der Panzerzug 2, zusammen mit dem Panzerzug 61 und dem Streckenschutzzug Blücher im Abschnitt zwischen Zyabki (Lage), Kruleuschtschyna und Parafjanowo (Lage).
Nach dem Abschluss der Operation Frühlingsfest, wurde der Panzerzug 2 mit dem Panzerzug 61 nach Maladsetschna verlegt. Am 22. Mai begann die Operation Kormoran, welche die Zerschlagung von Partisanentruppen, welche vorher aus dem Kessel von Lepel ausweichen konnten, beinhaltete. Als die Verstärkung der Frontlinie durch zwei weitere Streckenschutzzüge gesichert war, wurde der Panzerzug 2 am 5. Juni nach Oberschlesien verlegt. Dort sollte er als letzter noch existierender Panzerzug von 1938 einem Komplettumbau unterzogen werden. In der Waggonfabrik Chorzów, welche von der Röchling Gruppe betrieben wurde, erfolgte der Umbau zum Panzerzug Typ BP 44. Aufgrund der weiter vorrückenden sowjetischen Truppen, wurde der Umbau des Panzerzug 2 im November 1944 eingestellt und dieser aus den Listen gestrichen.

## Zugpersonal
Die erste Besatzung des Panzerzuges wurde vom Infanterie-Ersatzbataillon 10 aus Dresden gestellt. Ende 1940 wurde die Besatzung vom Infanterie-Ersatzbataillon 514 gestellt. Als man 1941 den Panzerzug mit Flakgeschützen aufrüstete, wurde die Besatzung der Flakgeschütze durch das Flugabwehr-Ersatzbataillon (motorisiert) 52 aus Bremen gestellt.
Ab 1942 wurde offiziell die Zusammensetzung des Panzerzugpersonals festgelegt. Für den Panzerzug 2 lautete diese Zusammensetzung wie folgt:

### Führungsgruppe
Die Führungsgruppe, einschließlich dem Tross, bestand aus drei Offizieren, einem Beamten, sieben Unteroffizieren und zehn Mannschaften.
- Panzerzugkommandant
  - Hauptmann Albert Krumteich (September 1939 – Juni 1942)[35]
  - Hauptmann Georg Peters (Juli 1942 – Juli 1944)[35]
- stellvertretender Panzerzugkommandant
  - Leutnant Wetz (? – 4. Januar 1943)[36]
  - Oberleutnant Günther Huth (10. März 1943 – Juli 1944)[36]
- Hauptfeldwebel (heute: Spieß)
- Schreiber und Zeichner (Unteroffizier)
- Melder
- zwei Mann Nebenpersonal
- Sanitätsoffizier
- Sanitätsunteroffizier
- Waffenmeister (Unteroffizier)
- zwei Waffenmeistergehilfe
- Geräteunteroffizier: Unteroffizier Pommerening (1943)[22]
- Küchenunteroffizier
- Feldkoch
- Zahlmeister
- Rechnungsführer (Unteroffizier)
- zwei Kraftfahrer
- Schuster
- Schneider

### Nachrichtentrupp
Der Nachrichtentrupp bestand aus zwei Unteroffizieren und zehn Mannschaften.
- Truppführer (Unteroffizier)
- Funkunteroffizier
- fünf Funker
- vier Fernsprechsoldaten
- Mechaniker

### Artilleriezug
Der Artilleriezug des Panzerzug 2 bestand aus einem Offizier, drei Unteroffizieren und zehn Mannschaften.
- Zugführer (Offizier)
- Richtunteroffizier
- Erster und zweiter Geschützführer (Unteroffiziere)
- Erster und zweiter Richtkanonier
- acht Kanoniere

### Infanteriezug
Der Infanteriezug des Panzerzuges bestand aus zwei Offizieren, elf Unteroffizieren und 73 Mannschaften.
- Schützenzug (mit leichtem Maschinengewehr, Panzerbüchsen und Granatwerfer)
  - Zugführer (Offizier)
  - zwei Melder (Unteroffizier)
  - vier Gruppenführer
  - 38 Mannschaften
- schwerer Maschinengewehrzug
  - Zugführer (Offizier)
  - zwei Melder (Unteroffizier)
  - zwei Gruppenführer
  - zwei Entfernungsmesssoldaten
  - vier Maschinengewehrführer (Unteroffizier)
  - vier Richtschützen
  - 16 Mannschaften
- Stoßtrupp (mit leichtem Maschinengewehr und Fahrrädern)
  - Stoßtruppführer (Unteroffizier)
  - elf Mannschaften

### Flak-Halbzug
Die Soldaten des Flak-Halbzuges war für die Bedienung der Flugabwehrgeschütze vom Typ 2-cm-Flak 38 zuständig und bestand aus drei Unteroffizieren und zehn Mannschaften.
- - Halbzugführer (Unteroffizier)
  - erster und zweiter Geschützführer
  - zehn Mannschaften

### Pioniergruppe
Die Pioniergruppe war mit einem leichten Maschinengewehr und einem Flammenwerfer ausgerüstet. Die Besatzung bestand aus zwei Unteroffizieren und neun Mannschaften.
- Maschinengewehrtrupp
  - Truppführer (Unteroffizier)
  - vier Mannschaften
- Flammenwerfertrupp
  - Truppführer (Unteroffizier)
  - fünf Mannschaften

### Technische Gruppe
Die Technische Gruppe war für den Panzerzug als solches zuständig und bestand aus einem Offizier, fünf Unteroffizieren und drei Mannschaften.
- technischer Führer (Offizier)
- erster und zweiter Streckenbeobachter (Unteroffizier)
- erster und zweiter Lokführer (Unteroffizier)
- Licht- und Motorenwart (Unteroffizier)
- drei Heizer

Aus dieser Zusammensetzung ergab sich für den Panzerzug 2 eine Gesamtbesatzung von 7 Offizieren, 33 Unteroffizieren und 125 Mannschaften.

## Zugzusammensetzung
Die Auflistung der Wagen bezieht sich jeweils von vorne nach hinten.

### 1939–1940
- Abstoßwagen
- Maschinengewehrwagen
- Maschinengewehrwagen
- Maschinengewehrwagen
- Panzerzuglokomotive
- Maschinengewehrwagen
- Maschinengewehrwagen
- Maschinengewehrwagen
- Abstoßwagen

### 1941–1944
- Abstoßwagen
- Artilleriewagen
- Maschinengewehrwagen
- Maschinengewehrwagen
- Maschinengewehrwagen
- Panzerzuglokomotive
- Maschinengewehrwagen
- Maschinengewehrwagen
- Maschinengewehrwagen
- Artilleriewagen
- Abstoßwagen

### Fachpublikationen
- Wolfgang Sawodny: Deutsche Panzerzüge im Zweiten Weltkrieg. Podzun-Pallas, Friedberg 1986, ISBN 3-7909-0293-4.
- Wolfgang Sawodny: Die Panzerzüge des Deutschen Reiches, 1904 – 1945. EK-Verlag, Freiburg 1996, ISBN 3-88255-678-1.
- Hansjürgen Wenzel: Lokomotiven ziehen in den Krieg. Slezak, Wien 1977, ISBN 978-3-900134-23-5.

### Veröffentlichungen der Wehrmacht
- Oberkommando des Heeres, Kommandeur der Eisenbahn-Panzerzüge: Tätigkeitsbericht für die Zeit vom 1.3. bis 31.3.1943. Königsberg 1943.
- Eisenbahn-Panzerzug 2, Aktenzeichen 11c47, Br. B.-Nr. 382/43 geheim: Erfahrungsbericht über den Einsatz bei der Unterstellung unter Kampfgruppe Major von Boeselager. 1943.
- Korück 532: Erfahrungsbericht über Eisenbahn-Panzerzüge. 1943.
- Eisenbahn-Panzerzug 2, Georg Peters (Kommandant): Gefechtsbericht vom 15.07. bis 23.07.1943. 1943.
- Eisenbahn-Panzerzug 2, Georg Peters (Kommandant): Tätigkeitsbericht Monat Januar 1943, Br. B. - Nr. 19/43 geheim. 1943.
- Eisenbahn-Panzerzug 2, Georg Peters (Kommandant): Tätigkeitsbericht Monat Februar 1943, Br. B. - Nr. 36/43 geheim. 1943.
- Eisenbahn-Panzerzug 2, Georg Peters (Kommandant): Tätigkeitsbericht Monat März 1943, Br. B. - Nr. 50/43 geheim. 1943.
- Eisenbahn-Panzerzug 2, Georg Peters (Kommandant): Tätigkeitsbericht Monat April 1943, Br. B. - Nr. 149/43 geheim. 1943.
- Eisenbahn-Panzerzug 2, Georg Peters (Kommandant): Tätigkeitsbericht Monat Mai 1943, Br. B. - Nr. 227/43 geheim. 1943.
- Eisenbahn-Panzerzug 2, Georg Peters (Kommandant): Tätigkeitsbericht Monat Juni 1943, Br. B. - Nr. 279/43 geheim. 1943.
- Eisenbahn-Panzerzug 2, Georg Peters (Kommandant): Tätigkeitsbericht Monat Juli 1943, Br. B.-Nr. 332/43 geheim. 1943.